# 18.ª etapa do Giro d'Italia de 2020
A 18.ª etapa do Giro d'Italia de 2020 teve lugar a 22 de outubro de 2020 entre Pinzolo e Laghi di Cancano sobre um percurso de 207 km e foi vencida pelo australiano Jai Hindley da equipa Sunweb. O neerlandês Wilco Kelderman, colega de equipa do vencedor, converteu-se no novo líder da corrida.
Durante esta etapa subiu-se o Passo do Stelvio o qual foi a Cume Coppi do Giro de 2020, a qual foi coroada pelo ciclista australiano Rohan Dennis.

## Classificação da etapa
| \| Classificação por etapas \| Classificação por etapas \| Classificação por etapas \| Classificação por etapas \| Classificação por etapas \| \| Ciclista \| Ciclista \| Equipe \| Tempo \| \| \| ------------------------ \| ------------------------ \| ------------------------ \| ------------------------ \| ------------------------ \| \| 1. \| Jai Hindley \| Team Sunweb \| 6h03m03s \| \| \| 2. \| Tao Geoghegan Hart \| Ineos Grenadiers \| + 0s \| \| \| 3. \| Pello Bilbao \| Bahrain McLaren \| + 46s \| \| \| 4. \| Jakob Fuglsang \| Astana \| + 1m25s \| \| \| 5. \| Wilco Kelderman \| Team Sunweb \| + 2m18s \| \| \| 6. \| Patrick Konrad \| Bora-Hansgrohe \| + 4m04s \| \| \| 7. \| João Almeida \| Deceuninck-Quick Step \| + 4m51s \| \| \| 8. \| Vincenzo Nibali \| Trek-Segafredo \| + 4m51s \| \| \| 9. \| Hermann Pernsteiner \| Bahrain McLaren \| + 4m51s \| \| \| 10. \| Fausto Masnada \| Deceuninck-Quick Step \| + 4m55s \| \| |                     |                       |          |
| |                     |                       |          |
| Fonte: ProCyclingStats |                     |                       |          |
| Classificação por etapas |                     |                       |          |
| Ciclista | Ciclista            | Equipe                | Tempo    |
| 1. | Jai Hindley         | Team Sunweb           | 6h03m03s |
| 2. | Tao Geoghegan Hart  | Ineos Grenadiers      | + 0s     |
| 3. | Pello Bilbao        | Bahrain McLaren       | + 46s    |
| 4. | Jakob Fuglsang      | Astana                | + 1m25s  |
| 5. | Wilco Kelderman     | Team Sunweb           | + 2m18s  |
| 6. | Patrick Konrad      | Bora-Hansgrohe        | + 4m04s  |
| 7. | João Almeida        | Deceuninck-Quick Step | + 4m51s  |
| 8. | Vincenzo Nibali     | Trek-Segafredo        | + 4m51s  |
| 9. | Hermann Pernsteiner | Bahrain McLaren       | + 4m51s  |
| 10. | Fausto Masnada      | Deceuninck-Quick Step | + 4m55s  |

## Classificações ao final da etapa

### Classificação geral(Maglia Rosa)
| \| Classificação geral \| Classificação geral \| Classificação geral \| Classificação geral \| Classificação geral \| \| Ciclista \| Ciclista \| Equipe \| Tempo \| \| \| ------------------- \| ------------------- \| --------------------- \| ------------------- \| ------------------- \| \| 1. \| Wilco Kelderman \| Team Sunweb \| 77h46m56s \| \| \| 2. \| Jai Hindley \| Team Sunweb \| + 12s \| \| \| 3. \| Tao Geoghegan Hart \| Ineos Grenadiers \| + 15s \| \| \| 4. \| Pello Bilbao \| Bahrain McLaren \| + 1m19s \| \| \| 5. \| João Almeida \| Deceuninck-Quick Step \| + 2m16s \| \| \| 6. \| Jakob Fuglsang \| Astana \| + 3m59s \| \| \| 7. \| Patrick Konrad \| Bora-Hansgrohe \| + 5m40s \| \| \| 8. \| Vincenzo Nibali \| Trek-Segafredo \| + 5m48s \| \| \| 9. \| Fausto Masnada \| Deceuninck-Quick Step \| + 6m46s \| \| \| 10. \| Rafał Majka \| Bora-Hansgrohe \| + 7m28s \| \| |                    |                       |           |
| |                    |                       |           |
| Fonte: ProCyclingStats |                    |                       |           |
| Classificação geral |                    |                       |           |
| Ciclista | Ciclista           | Equipe                | Tempo     |
| 1. | Wilco Kelderman    | Team Sunweb           | 77h46m56s |
| 2. | Jai Hindley        | Team Sunweb           | + 12s     |
| 3. | Tao Geoghegan Hart | Ineos Grenadiers      | + 15s     |
| 4. | Pello Bilbao       | Bahrain McLaren       | + 1m19s   |
| 5. | João Almeida       | Deceuninck-Quick Step | + 2m16s   |
| 6. | Jakob Fuglsang     | Astana                | + 3m59s   |
| 7. | Patrick Konrad     | Bora-Hansgrohe        | + 5m40s   |
| 8. | Vincenzo Nibali    | Trek-Segafredo        | + 5m48s   |
| 9. | Fausto Masnada     | Deceuninck-Quick Step | + 6m46s   |
| 10. | Rafał Majka        | Bora-Hansgrohe        | + 7m28s   |

### Classificação por pontos(Maglia Ciclamino)
| Classificação por pontos | Classificação por pontos | Classificação por pontos    | Classificação por pontos | Classificação por pontos |
| Ciclista                 | Ciclista                 | Equipe                      | Pontos                   |                          |
| ------------------------ | ------------------------ | --------------------------- | ------------------------ | ------------------------ |
| 1.                       | Arnaud Démare            | Groupama-FDJ                | 221 pts                  |                          |
| 2.                       | Peter Sagan              | Bora-Hansgrohe              | 184 pts                  |                          |
| 3.                       | João Almeida             | Deceuninck-Quick Step       | 90 pts                   |                          |
| 4.                       | Diego Ulissi             | UAE Team Emirates           | 77 pts                   |                          |
| 5.                       | Filippo Ganna            | Ineos Grenadiers            | 72 pts                   |                          |
| 6.                       | Andrea Vendrame          | AG2R La Mondiale            | 66 pts                   |                          |
| 7.                       | Patrick Konrad           | Bora-Hansgrohe              | 56 pts                   |                          |
| 8.                       | Tao Geoghegan Hart       | Ineos Grenadiers            | 51 pts                   |                          |
| 9.                       | Simon Pellaud            | Androni Giocattoli-Sidermec | 50 pts                   |                          |
| 10.                      | Thomas De Gendt          | Lotto-Soudal                | 48 pts                   |                          |

### Classificação da montanha(Maglia Azzurra)
| Classificação da montanha | Classificação da montanha | Classificação da montanha | Classificação da montanha | Classificação da montanha |
| Ciclista                  | Ciclista                  | Equipe                    | Pontos                    |                           |
| ------------------------- | ------------------------- | ------------------------- | ------------------------- | ------------------------- |
| 1.                        | Ruben Guerreiro           | EF Pro Cycling            | 234 pts                   |                           |
| 2.                        | Thomas De Gendt           | Lotto-Soudal              | 122 pts                   |                           |
| 3.                        | Tao Geoghegan Hart        | Ineos Grenadiers          | 115 pts                   |                           |
| 4.                        | Rohan Dennis              | Ineos Grenadiers          | 103 pts                   |                           |
| 5.                        | Ben O'Connor              | NTT Pro Cycling           | 71 pts                    |                           |
| 6.                        | Wilco Kelderman           | Team Sunweb               | 54 pts                    |                           |
| 7.                        | Jai Hindley               | Team Sunweb               | 52 pts                    |                           |
| 8.                        | Filippo Ganna             | Ineos Grenadiers          | 48 pts                    |                           |
| 9.                        | Jonathan Castroviejo      | Ineos Grenadiers          | 45 pts                    |                           |
| 10.                       | Jonathan Caicedo          | EF Pro Cycling            | 40 pts                    |                           |

### Classificação dos jovens(Maglia Bianca)
| Classificação dos jovens | Classificação dos jovens | Classificação dos jovens | Classificação dos jovens | Classificação dos jovens |
| Ciclista                 | Ciclista                 | Equipe                   | Tempo                    |                          |
| ------------------------ | ------------------------ | ------------------------ | ------------------------ | ------------------------ |
| 1.                       | Jai Hindley              | Team Sunweb              | 77h47m08s                |                          |
| 2.                       | Tao Geoghegan Hart       | Ineos Grenadiers         | + 3s                     |                          |
| 3.                       | João Almeida             | Deceuninck-Quick Step    | + 2m04s                  |                          |
| 4.                       | Sergio Samitier          | Movistar Team            | + 26m00s                 |                          |
| 5.                       | Brandon McNulty          | UAE Team Emirates        | + 33m00s                 |                          |
| 6.                       | James Knox               | Deceuninck-Quick Step    | + 34m37s                 |                          |
| 7.                       | Aurélien Paret-Peintre   | AG2R La Mondiale         | + 40m59s                 |                          |
| 8.                       | Sam Oomen                | Team Sunweb              | + 53m33s                 |                          |
| 9.                       | Ben O'Connor             | NTT Pro Cycling          | + 1h00m00s               |                          |
| 10.                      | Matteo Fabbro            | Bora-Hansgrohe           | + 1h00m46s               |                          |

### Classificação por equipas"Super team"
| Classificação por equipes | Classificação por equipes | Classificação por equipes | Classificação por equipes |
| Equipe                    | Equipe                    | Tempo                     |                           |
| ------------------------- | ------------------------- | ------------------------- | ------------------------- |
| 1.                        | Ineos Grenadiers          | 233h28m48s                |                           |
| 2.                        | Bahrain McLaren           | + 28m01s                  |                           |
| 3.                        | Team Sunweb               | + 28m37s                  |                           |
| 4.                        | Deceuninck-Quick Step     | + 34m56s                  |                           |
| 5.                        | Bora-Hansgrohe            | + 51m45s                  |                           |
| 6.                        | Astana                    | + 1h51m58s                |                           |
| 7.                        | NTT Pro Cycling           | + 1h55m52s                |                           |
| 8.                        | AG2R La Mondiale          | + 1h59m25s                |                           |
| 9.                        | Movistar Team             | + 2h05m30s                |                           |
| 10.                       | Trek-Segafredo            | + 2h39m52s                |                           |

## Abandonos
- Giovanni Visconti não tomou a saída por causa de uma tendinite.[2]
- Manuele Boaro por uma queda durante a etapa.[3]